# José Hernández (ruimtevaarder)
José Moreno Hernández (French Camp, 7 augustus 1962) is een Amerikaans voormalig ruimtevaarder. Hernández zijn eerste en enige ruimtevlucht was STS-128 met de spaceshuttle Discovery en vond plaats op 28 augustus 2009. Deze missie bracht de Multi-Purpose Logistics Module Leonardo mee naar het Internationaal ruimtestation ISS.
Hernández werd in 2004 geselecteerd door NASA. In 2011 verliet hij NASA en ging hij als astronaut met pensioen.